# Frits Eijken
Frits Evert Eijken (* 30. Juni 1893 in Jakarta, Niederländisch-Indien, heute Indonesien; † 6. Juni 1978 in Zwolle) war ein niederländischer Ruderer.

## Biografie
Frits Eijken nahm an den Olympischen Sommerspielen 1920 in Antwerpen in der Einer-Regatta teil. Dort erreichte er das Halbfinale, wo er in seinem Lauf gegen Jack Beresford unterlag. Da er langsamer war als der Neuseeländer Darcy Hadfield, der im anderen Halbfinale unterlag, belegte er den vierten Platz und Hadfield wurde mit Bronze ausgezeichnet. Im Folgejahr wurde Eijken im Einer Europameister in Amsterdam.